# Aztec (Arizona)
Aztec è un census-designated place (CDP) degli Stati Uniti d'America della contea di Yuma nello Stato dell'Arizona. La popolazione era di 47 persone al censimento del 2010.

## Geografia fisica
Secondo lo United States Census Bureau, ha un'area totale di 15,94 km².

## Società

### Evoluzione demografica
Secondo il censimento del 2010, c'erano 47 persone.

### Etnie e minoranze straniere
Secondo il censimento del 2010, la composizione etnica del CDP era formata dal 38,3% di bianchi, lo 0% di afroamericani, lo 0% di nativi americani, lo 0% di asiatici, lo 0% di oceanici, il 61,7% di altre razze, e lo 0% di due o più etnie. Ispanici o latinos di qualunque razza erano il 91,49% della popolazione.